# سی‌پلاس‌پلاس ۰۳
C++03 نسخه‌ای از استاندارد ISO/IEC 14882 برای زبان برنامه‌نویسی سی‌پلاس‌پلاس است که توسط دو سازمان استانداردسازی، یعنی سازمان بین‌المللی استاندارد (ISO) و کمیسیون بین‌المللی الکتروتکنیک(IEC)، در استاندارد ISO/IEC 14882:2003 تعریف شده‌است.
C++03 جایگزین نسخه قبلی استاندارد سی‌پلاس‌پلاس به نام C++98 شد و خود نیز بعداً با C++11 جایگزین شد. C++03 در مرتبه اول، صرفاً یک نسخه رفع اشکال برای پیاده‌کننده‌ها بود تا از سازگاری و حمل‌پذیری بیشتر اطمینان حاصل کند. این ویرایش به ۹۲ گزارش نقص اصلی زبانو ۱۲۵ گزارش نقص کتابخانه پرداخته و تنها یک ویژگی جدید را شامل می‌شود: مقداردهی اولیه.
از جمله مشکلاتی قابل‌توجهی که توسط C++03 به آن پرداخته شد، گزارش نقص کتابخانه ۶۹ بود، که این نیاز را اضافه کرد که عناصر در یک بردار به‌طور پیوسته ذخیره شوند. این مورد، این انتظار را کدگذاری می‌کند که یک شیء از std::vector از Layout حافظه مشابه یک آرایه استفاده می‌کند. درحالیکه اکثر پیاده‌سازی‌ها این انتظار را برآورده می‌کردند، C++98 (خود استاندارد)، در ظاهر نیازی به آن نداشت.